# 콘크리트 믹서

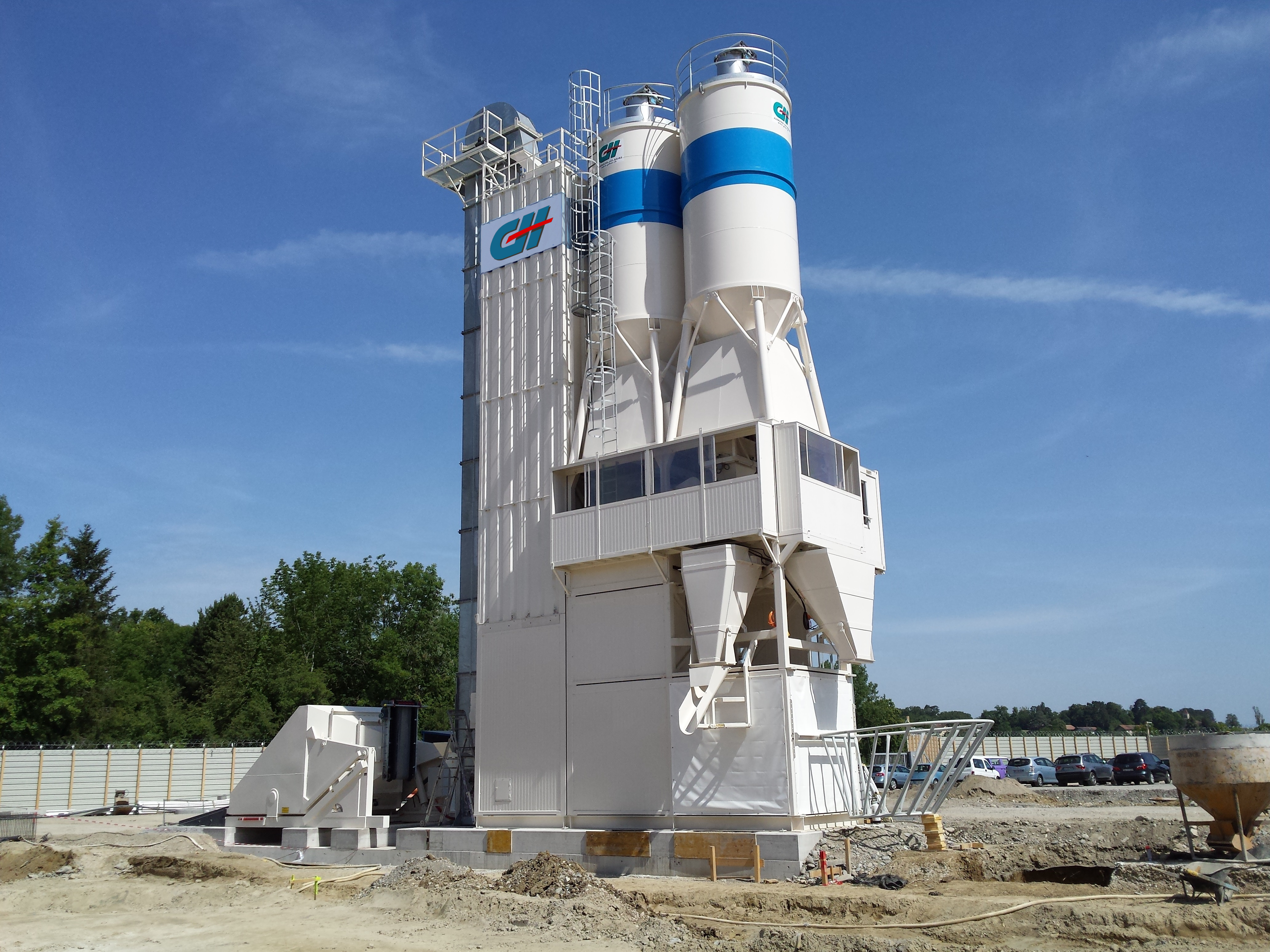
콘크리트 믹서

콘크리트 믹서(concrete mixer) 또는 시멘트 믹서는 시멘트, 골재(예: 모래 또는 자갈) 및 물을 균질하게 결합하여 콘크리트를 형성하는 장치이다. 일반적인 콘크리트 믹서는 회전 드럼을 사용하여 구성 요소를 혼합한다. 소규모 작업의 경우 건설 현장에서 콘크리트를 만들 수 있도록 휴대용 콘크리트 믹서를 자주 사용하므로 작업자가 콘크리트가 굳기 전에 사용할 수 있는 충분한 시간을 제공한다. 기계의 대안은 손으로 콘크리트를 혼합하는 것이다. 이것은 일반적으로 수레에서 수행된다. 그러나 최근 여러 회사에서 이러한 목적으로 개조된 방수포를 판매하기 시작했다.
콘크리트 믹서는 오하이오주 콜럼버스의 산업가인 게브하르트 예거(Gebhardt Jaeger)가 발명했다.